# Mound City (Missouri)
Mound City és una població dels Estats Units a l'estat de Missouri. Segons el cens del 2000 tenia 1.193 habitants.

## Demografia
Segons el cens del 2000, Mound City tenia 1.193 habitants, 547 habitatges, i 321 famílies. La densitat de població era de 357,1 habitants per km².
Dels 547 habitatges en un 23,6% hi vivien nens de menys de 18 anys, en un 47,5% hi vivien parelles casades, en un 8,4% dones solteres, i en un 41,3% no eren unitats familiars. En el 38,9% dels habitatges hi vivien persones soles el 23,9% de les quals corresponia a persones de 65 anys o més que vivien soles. El nombre mitjà de persones vivint en cada habitatge era de 2,1 i el nombre mitjà de persones que vivien en cada família era de 2,8.
Per edats la població es repartia de la següent manera: un 20,7% tenia menys de 18 anys, un 5,7% entre 18 i 24, un 23% entre 25 i 44, un 21,5% de 45 a 60 i un 29,2% 65 anys o més.
L'edat mediana era de 46 anys. Per cada 100 dones de 18 o més anys hi havia 76,2 homes.
La renda mediana per habitatge era de 24.219 $ i la renda mediana per família de 33.472 $. Els homes tenien una renda mediana de 25.446 $ mentre que les dones 20.667 $. La renda per capita de la població era de 15.985 $. Entorn del 10,1% de les famílies i el 12,5% de la població estaven per davall del llindar de pobresa.

## Poblacions més properes
El següent diagrama mostra les poblacions més properes.